# アドルフ・ヒトラーの遺言書

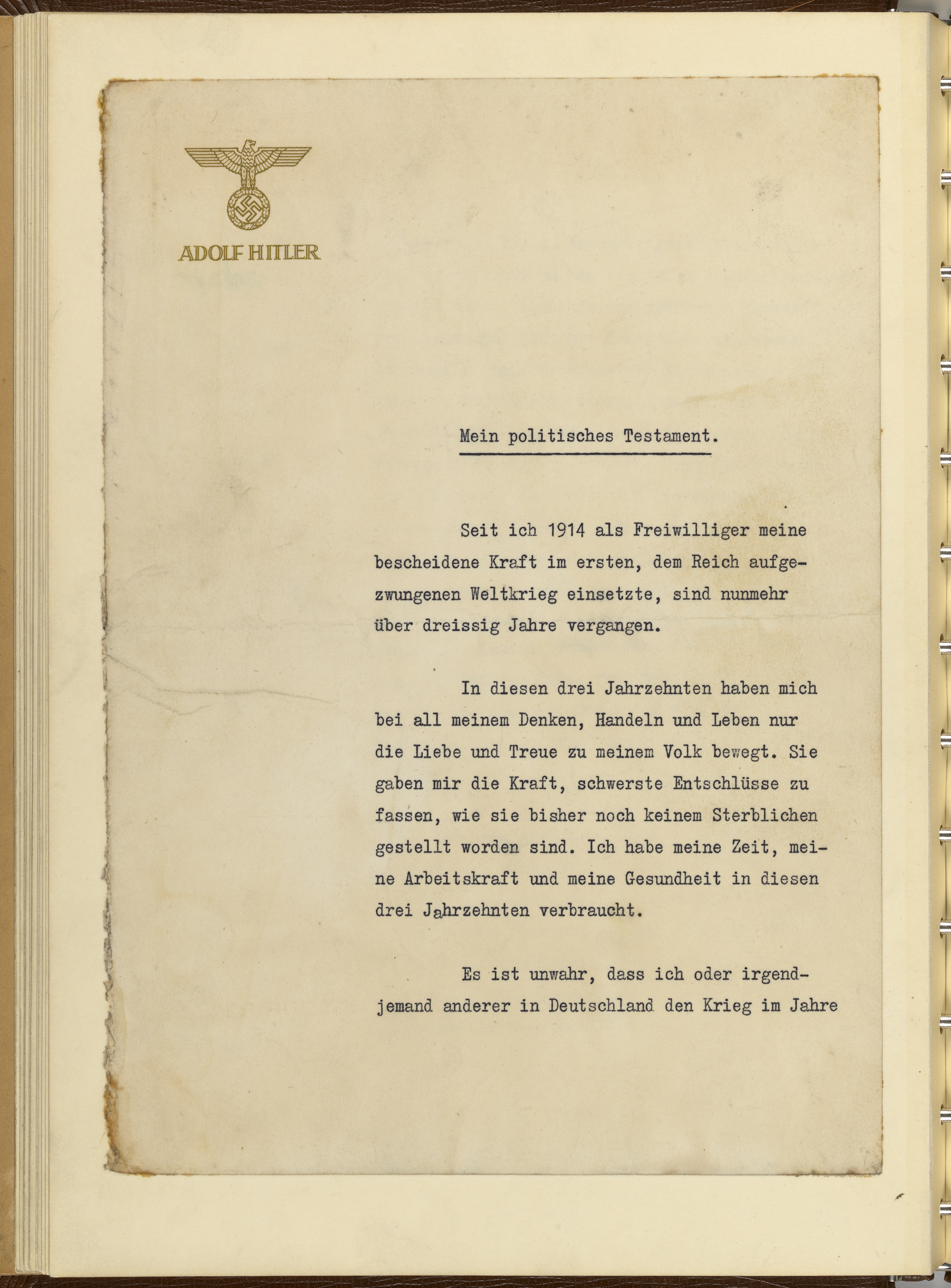
政治的遺言書の最初のページ

アドルフ・ヒトラーの遺言書（アドルフ・ヒトラーのゆいごんしょ）では、ドイツ国の総統だったアドルフ・ヒトラーが、妻のエヴァ・ブラウンとともに自殺する前日の1945年4月29日に署名した遺言書について述べる。

## 概要
政治的遺言書は二部構成で、前半の"Mein politisches Testament "では、ヒトラーは戦争主導の責任を否定し、忠実なドイツ国民への感謝を示し、戦闘の継続を訴えた。第二部では、ハインリヒ・ヒムラーとヘルマン・ゲーリングを裏切り者と宣言し、カール・デーニッツを首班とした新政権の構想を打ち出した。ヒトラーの秘書だったトラウデル・ユンゲは、彼が遺言を口述筆記する際にメモを読み上げていたと回想している。また、ジェームズ・プレストン・オドネルは、自身の著書『The Bunker』において、遺言書の文言をヨーゼフ・ゲッベルスの著作や演説と比較し、少なくとも部分的にはゲッベルスが遺言書の執筆に携わっていると結論付けている。
政治的遺言書と私的遺言書はヒトラーの最期の数日にユンゲによって口述筆記され、1945年4月29日に署名された。この遺言書は、マルティン・ボルマンによる「ヒトラーの遺言」として知られるもの（ボルマンメモ）とは全く異なるものであることに注意が必要である。

## 内容

### 私的遺言書
私的遺言書は、1945年4月29日午前4時に署名された。この短い文書では、彼の結婚について触れられているものの、エヴァ・ブラウンの名前は明記されていない。そしてヒトラーらが降伏という屈辱を避けるために死を選んだこと、遺体は火葬されるべきことが記されている。さらに、ヒトラーの所持品の分配について以下のように記されている。
- 美術コレクションは、「故郷であるドナウ川沿いのリンツの美術館（英語版）」に遺贈される[8]。
- 「思い出の品や質素で簡素な生活を維持するために必要な品」は兄弟姉妹、エヴァ・ブラウンの母親、「古参の秘書」や家政婦のアンニ・ヴィンター夫人などの「忠実な同僚」へと遺贈される。これらの物品の選定は、筆頭個人秘書であるマルティン・ボルマンによって行われる[9]。
- その他の価値ある物品はナチ党に遺贈され、党が存在しなくなった場合には国家に遺贈され[8]、国家が存在しなくなった場合には「さらなる決定は不要である」とされている[9]。

ボルマンは遺言執行者に指名され、すべての決定を履行する法的権限を与えられた。この遺言書は、ボルマン、ゲッベルス、ヒトラーの個人副官ニコラウス・フォン・ベロー空軍大佐が証人となった。

### 政治的遺言書
政治的遺言書も、1945年4月29日午前4時に署名された。二部構成の遺言書の前半では、第一次世界大戦中に志願兵となって以来の30年間の行動動機について述べ、「1939年に戦争を望んだのは、自分でもドイツの誰でもない」と主張し、戦争責任を「国際ユダヤ人とその支援者」に帰している。また、自殺を決めた理由や、ドイツ国民の支援と援助に対する感謝を表明している。さらに、たとえ防御力が不十分だったとしてもベルリンを離れない、敵や「ユダヤ人によって演出された見世物」の手に落ちるよりは死を選ぶという決意を表明し、闘争と犠牲を継続するように求めている。そして、「真の民族共同体」の実現による国民社会主義運動の復興への希望を述べている。
第二部では、自身の死後の政府とナチ党の指導体制、裏切り者と宣言されたヒムラーとゲーリングの処遇について述べられている。国家元帥ヘルマン・ゲーリングは党から除名されたうえで全ての役職から解任され、1941年の後継者指名を取り消された。親衛隊全国指導者ハインリヒ・ヒムラーはヒトラーの認知と許可なしに連合国と和平交渉を行ったとして、同じく党から除名されたうえで全ての役職から解任された。
自身の後継としては、海軍元帥カール・デーニッツをドイツ国大統領兼国防軍最高司令官に任命した。ヒトラーにより指名された新内閣のメンバーは以下の通りである。
- ドイツ国大統領、国防軍最高司令官、戦争大臣、海軍総司令官: カール・デーニッツ
- ドイツ国首相: ヨーゼフ・ゲッベルス
- 党担当大臣: マルティン・ボルマン
- 外務大臣: アルトゥル・ザイス＝インクヴァルト
- 内務大臣: パウル・ギースラー
- 財務大臣: ルートヴィヒ・シュヴェリン・フォン・クロージク
- 法務大臣: オットー・ゲオルク・ティーラック
- 経済大臣: ヴァルター・フンク
- 労働大臣: テオ・フップハウアー（ドイツ語版）
- 食糧・農業大臣: ヘルベルト・バッケ
- 国民啓蒙・宣伝大臣: ヴェルナー・ナウマン
- 教育・科学・国民文化大臣: グスタフ・アドルフ・シェール
- 軍需大臣: カール・ザウル
- 陸軍総司令官: フェルディナント・シェルナー
- 空軍総司令官: ローベルト・フォン・グライム
- 親衛隊全国指導者: カール・ハンケ
- 無任所大臣、ドイツ労働戦線指導者: ロベルト・ライ

ゲッベルスは午前5時30分付けでこの遺言書に付記を行い、初めて総統の命令に従わず、家族とともに自殺する旨を記している。

## その後
包囲された総統地下壕から遺言書を、大統領に任命されたデーニッツ、陸軍総司令官に任命された中央軍集団司令官フェルディナント・シェルナー陸軍元帥、ミュンヘンのナチ党文書館に届けるために、3人の使者が任命された。1人目は副報道官のハインツ・ローレンツで、ルクセンブルクのジャーナリストを装って移動している中でイギリス軍に逮捕された。彼は遺言書を持った使者2人の存在を明かした。もう1人はヒトラーの陸軍付副官であるヴィリー・ヨハンマイヤー中佐であり、3人目はボルマンの副官であるヴィルヘルム・ツァンダーSS大佐であった。ツァンダーはフリードリヒ・ヴィルヘルム・パウスティンという偽名を使用していたが、アメリカ占領区域でヨハンマイヤーと共に逮捕された。
このようにして、2部の文書がアメリカ合衆国の手に、1部がイギリスの手に渡った。文書の内容は1946年1月までに両国の報道機関で広く公開されたが、イギリス外務大臣のアーネスト・ベヴィンは、これらの文書がドイツ人の崇拝対象になることを懸念し、公開の制限を検討した。既に公知の事実であったため、アメリカ側はこれらの懸念に同意しなかったものの、さらなる公開を控えることに同意した。ヒトラーの遺言書と結婚証明書は、アメリカ合衆国大統領のハリー・S・トルーマンに提出され、1部がワシントンD.C.の国立公文書館で数年間公開展示された。現在メリーランド州カレッジパークの国立公文書館に保管されている。
ヒトラーの遺言書の証人となったヨーゼフ・ゲッベルス、マルティン・ボルマン、ヴィルヘルム・ブルクドルフ、ハンス・クレープスの4人は、間もなく全員死亡した。ゲッベルス、ブルクドルフ、クレーブスは5月1日から2日にかけて自殺した。ボルマンの正確な死亡時期と場所は長らく不明だったが、1972年に総統地下壕付近で発見された遺骨のDNA鑑定から、総統地下壕からの脱出を試みた5月2日に死亡したと推定されている。ボルマンは脱出直前の5月1日にカール・デーニッツに電報を送り、ヒトラーの死及びデーニッツの大統領への指名、そして遺言書からごく一部の人事を伝えるとともに、デーニッツの元に向かうと伝えていた。
ヒトラーの後継者として大統領に指名されたデーニッツは、フレンスブルクにおいて臨時政府（フレンスブルク政府）を組織したが、その構成は遺言書のものとは一部異なっていた。デーニッツには結局遺言書は届かず、またボルマンが伝えた人事の信憑性を疑っており、その大半を無視した。遺言書では軍需相だったアルベルト・シュペーアと、労働大臣であったフランツ・ゼルテはポストを与えられていないが、それぞれ元の役職に就いている。前任のヨアヒム・フォン・リッベントロップに代わり外務大臣に指名されていたアルトゥル・ザイス＝インクヴァルトは就任せず、首相代行となっていたルートヴィヒ・シュヴェリン・フォン・クロージクがその地位に就いた。
ヒトラーの遺言で遺産の一部を受け取るとされていた「古参の秘書」3人は後に全員逮捕されている。ヨハンナ・ヴォルフとクリスタ・シュレーダーは1945年5月に、遺書をタイプしたトラウデル・ユンゲは同年6月、ゲルダ・クリスティアンは1946年3月にそれぞれ逮捕された。
1952年、ヒトラーの妹パウラは遺言書に基づく遺産相続を試みたものの、ヒトラーが法的な死亡宣告をされていなかったために認められなかった。